# Temporada da ATP de 1992
O ATP Tour de 1992 foi a terceira edição circuito mundial de tênis profissional sob o nome ATP Tour, organizado pela Associação de Tenistas Profissionais.

## ATP rankings de 1992
| Em 6 de janeiro de 1992 | Em 6 de janeiro de 1992 | Em 6 de janeiro de 1992 |
| Rk                      | Nome                    | Nação                   |
| ----------------------- | ----------------------- | ----------------------- |
| 1                       | Stefan Edberg           | SWE                     |
| 2                       | Jim Courier             | USA                     |
| 3                       | Boris Becker            | GER                     |
| 4                       | Michael Stich           | GER                     |
| 5                       | Ivan Lendl              | TCH                     |
| 6                       | Pete Sampras            | USA                     |
| 7                       | Guy Forget              | FRA                     |
| 8                       | Karel Nováček           | TCH                     |
| 9                       | Petr Korda              | TCH                     |
| 10                      | Andre Agassi            | USA                     |
| 11                      | Sergi Bruguera          | ESP                     |
| 12                      | Goran Ivanišević        | CRO                     |
| 13                      | Magnus Gustafsson       | SWE                     |
| 14                      | Derrick Rostagno        | USA                     |
| 15                      | Emilio Sánchez          | ESP                     |
| 16                      | Michael Chang           | USA                     |
| 17                      | David Wheaton           | USA                     |
| 18                      | Goran Prpić             | CRO                     |
| 19                      | Brad Gilbert            | USA                     |
| 20                      | Jakob Hlasek            | SUI                     |

| Ranking do final de ano (21 de Dezembro de 1992) | Ranking do final de ano (21 de Dezembro de 1992) | Ranking do final de ano (21 de Dezembro de 1992) | Ranking do final de ano (21 de Dezembro de 1992) | Ranking do final de ano (21 de Dezembro de 1992) | Ranking do final de ano (21 de Dezembro de 1992) | Ranking do final de ano (21 de Dezembro de 1992) |
| Rk                                               | Nome                                             | Naçion                                           | Pontos                                           | Rank Alto                                        | Rank Baixo                                       | Mudança                                          |
| ------------------------------------------------ | ------------------------------------------------ | ------------------------------------------------ | ------------------------------------------------ | ------------------------------------------------ | ------------------------------------------------ | ------------------------------------------------ |
| 1                                                | Jim Courier                                      | USA                                              | 3599                                             | 1                                                | 2                                                | 1                                                |
| 2                                                | Stefan Edberg                                    | SWE                                              | 3236                                             | 1                                                | 3                                                | 1                                                |
| 3                                                | Pete Sampras                                     | USA                                              | 3074                                             | 2                                                | 6                                                | 3                                                |
| 4                                                | Goran Ivanišević                                 | CRO                                              | 2718                                             | 4                                                | 13                                               | 8                                                |
| 5                                                | Boris Becker                                     | GER                                              | 2530                                             | 3                                                | 10                                               | 2                                                |
| 6                                                | Michael Chang                                    | USA                                              | 2277                                             | 4                                                | 16                                               | 10                                               |
| 7                                                | Petr Korda                                       | TCH                                              | 2174                                             | 5                                                | 11                                               | 2                                                |
| 8                                                | Ivan Lendl                                       | USA                                              | 1985                                             | 4                                                | 12                                               | 3                                                |
| 9                                                | Andre Agassi                                     | USA                                              | 1852                                             | 6                                                | 17                                               | 1                                                |
| 10                                               | Richard Krajicek                                 | NED                                              | 1816                                             | 10                                               | 45                                               | 34                                               |
| 11                                               | Guy Forget                                       | FRA                                              | 1717                                             | 6                                                | 14                                               | 4                                                |
| 12                                               | Wayne Ferreira                                   | RSA                                              | 1679                                             | 9                                                | 46                                               | 30                                               |
| 13                                               | MaliVai Washington                               | USA                                              | 1610                                             | 11                                               | 47                                               | 34                                               |
| 14                                               | Carlos Costa                                     | ESP                                              | 1539                                             | 10                                               | 59                                               | 42                                               |
| 15                                               | Michael Stich                                    | GER                                              | 1401                                             | 4                                                | 17                                               | 11                                               |
| 16                                               | Sergi Bruguera                                   | ESP                                              | 1323                                             | 11                                               | 28                                               | 5                                                |
| 17                                               | Alexander Volkov                                 | RUS                                              | 1309                                             | 15                                               | 31                                               | 6                                                |
| 18                                               | Thomas Muster                                    | AUT                                              | 1228                                             | 17                                               | 38                                               | 19                                               |
| 19                                               | Henrik Holm                                      | SWE                                              | 1184                                             | 19                                               | 143                                              | 111                                              |
| 20                                               | John McEnroe                                     | USA                                              | 1158                                             | 17                                               | 37                                               | 8                                                |